# Liste von Transportbehältern gemäß den Kennblättern fremden Geräts D 50/8a und D 50/8b

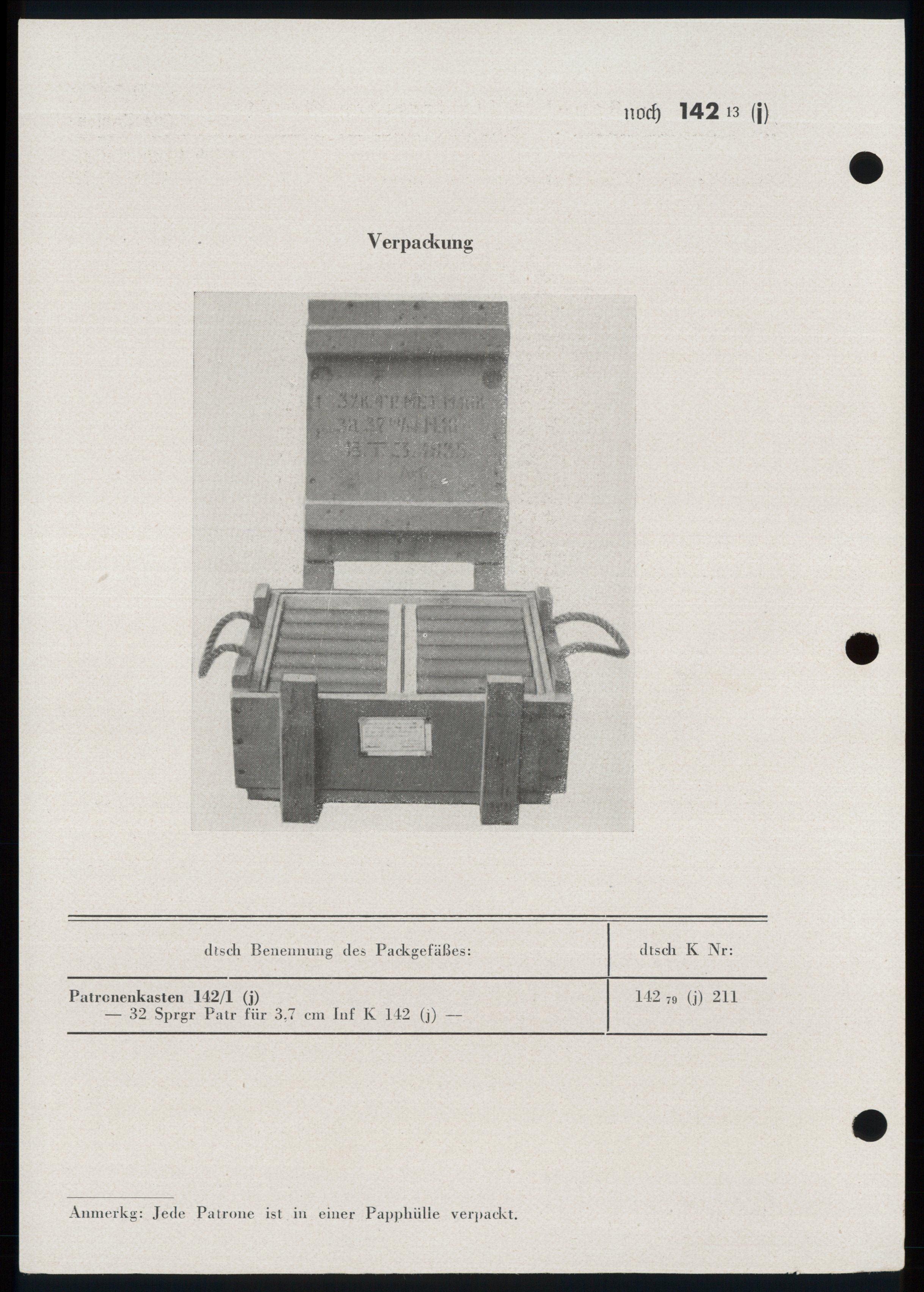
Kennblattbeispiel zu
D 50/8b Nr 142 79 (j)

In dieser Liste von Transportbehältern gemäß den Kennblättern fremden Geräts D 50/8a und D 50/8b werden Munitionsbehälter für kleine Patronen bis hin zu schweren Artilleriegeschossen aufgeführt, die vom Heereswaffenamt verzeichnet wurden.
Nachfolgend ein Überblick/Auszug zur offiziellen Dokumentation Kennblätter fremden Geräts D 50/8a: Munition bis 3,6 cm und D 50/8b: Munition ab 3,7 cm.

## Hinweise zur Liste
Aufbau der Tabelle
Untenstehende Tabelle führt folgenden Spalteninhalte:
- dtsch. Kennnr. (deutsche Kenn-Nummer), dies entspricht dem Originalindex in den Kopfzeilen der Kennblätter mit Kennnummer, Stoffgebietenummer und Beutezeichen.
- Abk. dtsch. Ben. (Abkürzung deutsche Benennung), Originalbezeichnung entnommen aus der fünften Zeile der Kennblätter.
- Landesbez. nach HWA (Heereswaffenamt), Originalangaben entnommen aus der ersten Zeile der Kennblätter.
- Bild, eine Bildauswahl aus Wikipedia für dieses Objekt.
- Bemerkungen, hier werden Links zu bereits existierenden Wikipedia-Artikeln eingetragen.

 Info: Die in der Tabelle angegebenen Originaleinträge sollen nicht geändert werden, weil diese den Angaben aus den Kennblättern entsprechen. Nach neuerem Forschungsstand sind teilweise Errata in den Kennblättern erkannt worden. Diese werden unten im Abschnitt Anmerkungen jeweils zur Kenn-Nummer erläutert. Die Wikilinks in den runden Klammern sollten das Lemma der entsprechenden Artikel in Wikipedia enthalten.
 Info: Die in der Tabelle angegebenen Originaleinträge sollen nicht geändert werden, weil diese den Angaben aus den Kennblättern entsprechen. Nach neuerem Forschungsstand sind teilweise Errata in den Kennblättern erkannt worden. Diese werden unten im Abschnitt Anmerkungen jeweils zur Kenn-Nummer erläutert. Die Wikilinks in den runden Klammern sollten das Lemma der entsprechenden Artikel in Wikipedia enthalten.

## Tabellarische Übersicht
| dtsch. Kennr.  | Abk. dtsch. Ben.                  | Landesbez.nach HWA (Wikipedia-Artikel) | Bild         | Bemerkungen |
| -------------- | --------------------------------- | -------------------------------------- | ------------ | --- |
| 015 79 (h) 211 | Patr. Kast. 015/1 (h)             | in D 50/8a keine Angaben               |              | ungestrichener Holzkasten 6,5 mm Patr 152 (h), 6,5 mm Pl Patr 159/3 (h), Patronen lose verpackt in braunen Pappschachteln mit grünem Inhaltszettel                                           |
| 015 79 (h) 212 | Patr. Kast. 015/2 (h)             | in D 50/8a keine Angaben               |              | ungestrichener Holzkasten 6,5 mm Pl Patr 159/1 (h), 10 Patronen auf Ladestreifen in braunen Faltschachteln die mit breiten roten Papierstreifen umklebt und mit Inhaltsangaben versehen sind |
| 015 79 (h) 213 | Patr. Kast. 015/3 (h)             | in D 50/8a keine Angaben               |              | ungestrichener Holzkasten 6,5 mm Pl Patr 159/2 (h), Patronen lose verpackt in braunen Pappschachteln mit weißem Inhaltszettel                                                                |
| 026 79 (b) 211 | Patr. Kast. 261 (b)               | in D 50/8a keine Angaben               |              | luftdichter Patronenkasten aus Blech für verschiedene belgische Patronen |
| 026 79 (r) 211 | Patr. Kast. 264 (r)               | in D 50/8a keine Angaben               |              | Patronenkasten aus Holz, für verschiedene russische Patronen |
| 026 79 (b) 216 | Patr. Kast. 264 (b)               | in D 50/8a keine Angaben               |              | Patronenkasten aus Holz, für verschiedene russische Patronen |
| 027 79 (e) 211 | Patr. Kast. 271 (e)               | in D 50/8a keine Angaben               |              | grüner Holzkasten für verschiedene englische Patronen |
| 027 79 (h) 211 | Patr. Kast. Z E 027 (h)           | in D 50/8a keine Angaben               |              | ungestrichener Holzkasten für 7,7 mm Patr. S. Pr. 272 (h) |
| 027 79 (b) 212 | Patr. Kast. 272 (e)               | in D 50/8a keine Angaben               |              | grüner Holzkasten für verschiedene englische Patronen |
| 027 79 (b) 213 | Patr. Kast. 273 (e)               | in D 50/8a keine Angaben               |              | grüner Holzkasten für 7,7 mm Patr. s. S. 274 (e) |
| 027 79 (b) 214 | Patr. Kast. 274 (e)               | in D 50/8a keine Angaben               |              | grüner Holzkasten für verschiedene englische Patronen |
| 029 79 (b) 211 | Patr. Kast. 291 (b)               | in D 50/8a keine Angaben               |              | grüner Holzkasten für verschiedene belgische Patronen |
| 089 79 (e) 211 | Patr. Kast. 891 (e)               | in D 50/8a keine Angaben               |              | grüner Holzkasten für verschiedene britische Patronen |
| 114 79 (f) 211 | Patr. Kast. 114/1 (f)             | Caisse No 3. Modell 1906–1923          |              | ungestrichener Holzkasten für verschiedene französische Patronen |
| 114 79 (f) 212 | Patr. Kast. 114/2 (f)             | Caisse No 6. Modell 1906–1933          |              | ungestrichener Holzkasten für verschiedene französische Patronen |
| 115 79 (r) 211 | Patr. Kast. 115 (r)               | in D 50/8a keine Angaben               |              | Patronenkasten aus Holz, für verschiedene russisch Patronen |
| 125 79 (f) 21  | Patr. Kast. 125 (f)               | in D 50/8a keine Angaben               |              | grauer Holzkasten für verschiedene französische Patronen |
| 142 79 (f) 211 | Patr. Kast. 142/1 (f)             | in D 50/8a keine Angaben               |              | für 3,7 cm Inf. K. 142 (j), für 32 Sprgr. Patr. |
| 156 79 (j) 211 | Patr. Kast. 156/1 (j)             | in D 50/8a keine Angaben               |              | für 3,7 cm Pak 156 (j), für 36 Patr. |
| 171 79 (r) 811 | G. Gr. Kast. 171/1 (r)            | in D 50/8a keine Angaben               |              | ungestrichener Holzkasten für G Sprgr 171 (r) |
| 171 79 (r) 812 | G. Gr. Kast. 171/2 (r)            | in D 50/8a keine Angaben               |              | ungestrichener Holzkasten für G Sprgr 171 (r) |
| dtsch. Kennr.  | Abk. dtsch. Ben.                  | Landesbez.nach HWA (Wikipedia-Artikel) | Bild         | Bemerkungen |
| 179 79 (j) 211 | Patr. Kast. 179/1 (j)             | in D 50/8b keine Angaben               |              | für 4,7 cm Pak 179 (j), für 15 Patr. |
| 184 79 (r) 211 | Patr. Kast. 184/1 (r)             | in D 50/8b keine Angabe                |              | für 4,5 cm Pak 184 (r) 4,5 cm Pak 184/1 (r) 4,5 cm Kw. K. 184/2 (r) 4,5 cm Kw. K. 184/3 (r) 4,5 cm Kw. K. 184/4 (r) und 4,5 cm Kw. K. 184/5 (r) für 5 Patr.                                  |
| 184 79 (r) 212 | Patr. Kast. 184/2 (r)             | in D 50/8b keine Angabe                |              | für 4,5 cm Pak 184 (r) 4,5 cm Pak 184/1 (r) 4,5 cm Kw. K. 184/2 (r) 4,5 cm Kw. K. 184/3 (r) 4,5 cm Kw. K. 184/4 (r) und 4,5 cm Kw. K. 184/5 (r) für 10 Patr.                                 |
| 205 79 (r) 811 | Mun. Kast. 205/1 (r)              | in D 50/8b keine Angabe                |              | für 5,2 cm Gr. W. 205 (r), 5,2 cm Gr. W. 205/1 (r), 5,2 cm Gr. W. 205/2 (r), 5,2 cm Gr. W. 205/3 (r), für 7 Schuss                                                                           |
| 205 79 (r) 812 | Mun. Kast. 205/2 (r)              | in D 50/8b keine Angabe                |              | für 5,2 cm Gr. W. 205 (r), 5,2 cm Gr. W. 205/1 (r), 5,2 cm Gr. W. 205/2 (r), 5,2 cm Gr. W. 205/3 (r), für 14 Schuss                                                                          |
| 208 79 (r)     | Patr. Kast. 208 (r)               | in D 50/8b keine Angabe                |              | für 5,7 cm Pak 208 (r), für 4 Patronen |
| 222 79 (j) 211 | Patr. Kast. 222/1 (j)             | in D 50/8b keine Angaben ( )           | Bilderwunsch | für 6,5 cm Geb. K. 222 (j), für 18 Patr. |
| 239 79 (j) 211 | Patr. Kast. 239/1 (j)             | in D 50/8b keine Angaben ( )           |              | für 7,5 cm F. K. 239 (j) oder 7,5 cm F. K. 284 (j) für 6 Patr. |
| 249 79 (j) 211 | Patr. Kast. 249/1 (j)             | in D 50/8b keine Angaben ( )           |              | für 7,5 cm K 232 (f) für 9 Patr. |
| 259 79 (j) 811 | Mun. Kast. 259/1 (j)              | in D 50/8b keine Angaben ( )           |              | für 7,5 cm Geb. K. 259 (j) für 9 Patr. |
| 261 79 (f)     | Zünderkasten 261 (f)              | Caisse J A L rouge                     |              | für 85 A. Z. 263 (f) rot |
| 270 79 (j) 211 | Mun. Kast. 270/1 (j)              | in D 50/8b keine Angabe                |              | für 8,14 cm Gr. W. 270 (j), für 3 lange Wgr. |
| 270 79 (j) 212 | Mun. Kast. 270/2 (j)              | in D 50/8b keine Angabe                |              | für 8,14 cm Gr. W. 270 (j), für 10 lange Wgr. |
| 270 79 (j) 213 | Mun. Kast. 270/3 (j)              | in D 50/8b keine Angabe                | Bilderwunsch | für 8,14 cm Gr. W. 270 (j), für 3 kurze Wgr. |
| 274 79 (r) 811 | Mun. Kast. 274/1 (r)              | in D 50/8b keine Angabe                |              | für 8,2 cm Gr. W. 274/1 (r), 8,2 cm Gr. W. 274/2 (r), 8,2 cm Gr. W. 274/3 (r), für 3 Schuss                                                                                                  |
| 274 79 (r) 812 | Mun. Kast. 274/2 (r)              | in D 50/8b keine Angabe                |              | für 8,2 cm Gr. W. 274/1 (r), 8,2 cm Gr. W. 274/2 (r), 8,2 cm Gr. W. 274/3 (r), für 5 Schuss                                                                                                  |
| 274 79 (r) 813 | Mun. Kast. 274/3 (r)              | in D 50/8b keine Angabe                |              | für 8,2 cm Gr. W. 274/1 (r), 8,2 cm Gr. W. 274/2 (r), 8,2 cm Gr. W. 274/3 (r), für 10 Schuss                                                                                                 |
| 274 79 (r) 814 | Mun. Kast. 274/4 (r)              | in D 50/8b keine Angabe                |              | für 8,2 cm Gr. W. 274/1 (r), 8,2 cm Gr. W. 274/2 (r), 8,2 cm Gr. W. 274/3 (r), für 10 Schuss Übungsgranaten                                                                                  |
| 285 79 (j) 811 | Mun. Kast. 285/2 (r)              | in D 50/8b keine Angabe                |              | für 7,5 cm Geb K 285 (j), für 3 Patr. |
| 290 79 (r) 1   | Patr. Kast. 290/1 (r)             | in D 50/8b keine Angabe                |              | für 7,62 cm I K H 290 (r) 7,62 cm Kw. K. 290/1 (r) 7,62 cm le F K 294 (r) und 7,62 cm F K 295/1 (r) für 6 Patr.                                                                              |
| 290 79 (r) 2   | Patr. Kast. 290/2 (r)             | in D 50/8b keine Angabe                |              | für 7,62 cm I K H 290 (r) 7,62 cm Kw. K. 290/1 (r) 7,62 cm le F K 294 (r) und 7,62 cm F K 295/1 (r) für 6 Patr.                                                                              |
| 290 79 (r) 3   | Patr. Kast. 290/3 (r)             | in D 50/8b keine Angabe                |              | für 7,62 cm I K H 290 (r) 7,62 cm Kw. K. 290/1 (r) 7,62 cm le F K 294 (r) und 7,62 cm F K 295/1 (r) für 8 Patr.                                                                              |
| 293 79 (r) 211 | Mun. Kast. 293 (r)                | in D 50/8b keine Angabe                |              | für 7,62 cm Geb. K. 293 (r) für 5 Schuss |
| 300 72 (j) 811 | Mun. Kast. 300/1 (j)              | in D 50/8b keine Angabe                |              | für 7,65 cm F K 300 (j) und 7,65 cm F K 303 (j) für 6 Patronen |
| 304 79 (j) 811 | Mun. Kast. 304/1 (j)              | in D 50/8b keine Angabe                |              | für 7,65 cm F K 304 (j) für 3 Patronen |
| 307 79 (r) 211 | Mun. Kast. 307 (r)                | in D 50/8b keine Angabe                |              | für 7,62 cm Geb. K. 307 (r) für 5 Patronen |
| 309 79 (j) 811 | Mun. Kast. 309/1 (j)              | in D 50/8b keine Angabe                |              | für 9 cm Gr. W. 309 (j), für 2 Wgr. |
| 315 79 (j) 811 | Mun. Kast. 315/1 (j)              | in D 50/8b keine Angabe                |              | für 10 cm l. F. H. 315 (j) für 3 Patronen |
| 317 79 (j) 811 | Mun. Kast. 317/1 (j)              | in D 50/8b keine Angabe                |              | für 10 cm l. F. H. 317/1 (j) und 10 cm Geb. H. 317/2 (j) für 3 Patronen |
| 321 79 (j) 111 | Geschosskast. 321/1 (j)           | in D 50/8b keine Angabe                |              | für 10,5 cm K. 321 (j) für 3 Geschosse |
| 321 79 (j) 311 | Kartuschenkast. 321/1 (j)         | in D 50/8b keine Angabe                |              | für 10,5 cm K. 321 (j) für 3 Kartuschen |
| 328 79 (r) 811 | Mun. Kast. 328/1 (r)              | in D 50/8b keine Angabe                |              | für 10,7 cm Geb. Gr. W. 328 (r) für 4 Schuss |
| 338 79 (j) 311 | Kartuschenkast. 338 (j)           | in D 50/8b keine Angabe                | Bilderwunsch | für 10,5 cm F. K. 338 (j) für 15 Hülsenkartuschen |
| 338 79 (j) 911 | Geschossverschlag 338 (j)         | in D 50/8b keine Angabe                | Bilderwunsch | für 10,5 cm F. K. 338 (j) für 1 Geschoss |
| 352 79 (r) 111 | Geschoßkasten 352 (r) 1           | in D 50/8b keine Angabe                |              | für 10,7 cm K. 352 (r) für 3 Geschosse |
| 352 79 (r) 811 | Mun. Kast. 352 (r) 1              | in D 50/8b keine Angabe                |              | für 10,7 cm K. 352 (r) für 2 Schuss |
| 352 79 (r) 812 | Mun. Kast. 352 (r) 2              | in D 50/8b keine Angabe                |              | für 10,7 cm K. 352 (r) für 2 Schuss |
| 352 79 (r) 813 | Mun. Kast. 352 (r) 3              | in D 50/8b keine Angabe                |              | für 10,7 cm K. 352 (r) für 4 Schuss |
| 378 79 (r) 311 | luftdichter Pulverkast. 378/1 (r) | in D 50/8b keine Angabe                |              | für 12 cm Gr. W. 378 (r) für 56 Werfergranaten und 336 Teilkartuschen |
| 378 79 (r) 811 | Mun. Kast. 378/1 (r)              | in D 50/8b keine Angabe                |              | für 12 cm Gr. W. 378 (r) für 2 Schuss |
| 388 79 (r) 111 | Mun. Kast. 388/1 (r)              | in D 50/8b keine Angabe                |              | für 12,2 cm le. F. H. 388 (r) für 2 Geschosse |
| 388 79 (r) 112 | Geschoßkasten 388/2 (r)           | in D 50/8b keine Angabe                |              | für 12,2 cm le. F. H. 388 (r) für 3 Geschosse |
| 388 79 (r) 113 | Geschoßkasten 388/3 (r)           | in D 50/8b keine Angabe                |              | für 12,2 cm le. F. H. 388 (r) für 3 Geschosse |
| 388 79 (r) 114 | Geschoßkasten 388/4 (r)           | in D 50/8b keine Angabe                |              | für 12,2 cm le. F. H. 388 (r) für 2 Geschosse |
| 390 79 (r) 811 | Mun. Kast. 390/1 (r)              | in D 50/8b keine Angabe                |              | für 12,2 cm K. 390 (r) für 1 Schuss |
| 396 79 (r) 811 | Mun. Kast. 396 (r)                | in D 50/8b keine Angabe                |              | für 12,2 cm s. F. H. 396 (r) für 2 Schuss |
| 401 79 (j) 311 | Kartuschenkast. 401 (j)           | in D 50/8b keine Angabe                |              | für 15 cm s. F. H. 401 (j) für 8 Hülsenkartuschen |
| 401 79 (j) 911 | Geschossverschlag 401 (j)         | in D 50/8b keine Angabe                | Bilderwunsch | für 15 cm s. F. H. 401 (j) für 1 Geschoss |
| 402 79 (f)     | Zünderkasten 402 (f)              | Caisse 30 No 1                         |              | für 75 Aufschlagzünder mit: kurzer Verzögerung und verstärkter Feder |
| 402 79 (f)     | Zünderkasten 402 (f)              | Caisse 30 No 1                         |              | für 75 Aufschlagzünder mit: kurzer Verzögerung |
| 402 79 (f)     | Zünderkasten 402 (f)              | Caisse 30 No 1                         |              | für 75 Aufschlagzünder mit: langer Verzögerung und verstärkter Feder |
| 402 79 (f)     | Zünderkasten 402 (f)              | Caisse 30 No 1                         |              | für 75 Aufschlagzünder mit: langer Verzögerung |
| 402 79 (f)     | Zünderkasten 402 (f)              | Caisse 30 No 1                         |              | für 75 Aufschlagzünder mit: ohne Verzögerung und verstärkter Feder |
| 402 79 (f)     | Zünderkasten 402 (f)              | Caisse 30 No 1                         |              | für 75 Aufschlagzünder mit: ohne Verzögerung |
| 403 79 (j) 311 | Kartuschenkast. 403/1 (j)         | in D 50/8b keine Angabe                |              | für 15 cm K. 403 (j) und 15 cm K. 404 (j) für 2 Hülsenkartuschen |
| 403 79 (j) 911 | Geschossverschlag 403 (j)         | in D 50/8b keine Angabe                | Bilderwunsch | für 15 cm K. 403 (j) und 15 cm K. 404 (j) für 1 Geschoss |
| 417 79 (f)     | Zünderkasten 417 (f)              | Caisse 30 No 21                        |              | für 60 Zeitzünder oder Doppelzünder verschiedener Art |
| 433 79 (r) 811 | Mun. Kast. 433 (r)                | in D 50/8b keine Angabe                |              | für 15,2 cm K. 438 (r) für 1 Schuss |
| 445 79 (r) 111 | Geschosskast. 445/1 (r)           | in D 50/8b keine Angabe                |              | für 15,2 cm F. H.433/3 (r) und 15,2 cm s F H 445 (r) |
| 445 79 (r) 311 | Kasrtuschenkast. 445/1 (r)        | in D 50/8b keine Angabe                |              | für 15,2 cm F. H.433/3 (r) und 15,2 cm s F H 445 (r) |
| 445 79 (r) 811 | Mun. Kast. 445/1 (r)              | in D 50/8b keine Angabe                |              | für 15,2 cm F. H.433/3 (r) und 15,2 cm s F H 445 (r) |
| 503 79 (r) 111 | Geschosskast. 503/1 (r)           | in D 50/8b keine Angabe                |              | für 20,3 cm H 503 (r) 20,3 cm H 503/2 (r) für ein Geschoss |
| 503 79 (r) 311 | Kartuschenkast. 503/1 (r)         | in D 50/8b keine Angabe                |              | für 20,3 cm H 503 (r) 20,3 cm H 503/2 (r) für vier volle Ladungen |
| 538 79 (j) 311 | Kartuschenkast. 538/1 (j)         | in D 50/8b keine Angabe                |              | für 22 cm Mrs 538 (j) |
| 538 79 (j) 911 | Geschossverschlag 538 (j)         | in D 50/8b keine Angabe                | Bilderwunsch | für 22 cm Mrs 538 (j) |
| 901 79 (r)     | luftdichter Pulverkasten 901 (r)  | in D 50/8b keine Angabe                |              | für 12 cm Gr. W. 378 (r), für 84 Päckchen zu je 4 Teilkartuschen und 28 Päckchen zu je 2 Werfergranatpatronen                                                                                |